# منوچهر گودرزی
منوچهر گودرزی (متولد ۱۹۲۵ م) سیاستمدار و از اهالی کسب و کار ایرانی است.
گودرزی در سال ۱۹۲۵ در همدان در خانواده ای از نظر اجتماعی برجسته متولد شد. تحصیلات خود را در بیروت و آمریکا انجام داد و دکترای خود را در علوم سیاسی از دانشگاه پرینستون دریافت کرد. از سمت‌های او معاون سازمان برنامه و بودجه (۱۳۴۱–۱۳۳۹)؛ وزیر مشاور و اولین  سرپرست سازمان امور اداری (۱۳۴۶–۱۳۴۲)؛ معاون نخست‌وزیر و سرپرست سازمان تولید و مصرف کشاورزی کشور (۱۳۵۲–۱۳۴۷) بود. او همچنین مدیر عامل شرکت صنعتی ارج (۱۳۵۷–۱۳۵۲) و استاد دانشگاه‌های تهران و پرینستون بوده‌است. گودرزی از ۱۹۶۶ تا ۱۹۶۸ رئیس شورای اجرایی سازمان منطقه ای شرقی برای اداره امور عمومی بوده‌است.